# Рокка-ді-Меццо
Рокка-ді-Меццо (італ. Rocca di Mezzo) — муніципалітет в Італії, у регіоні Абруццо,  провінція Л'Аквіла.
Рокка-ді-Меццо розташована на відстані близько 95 км на схід від Рима, 21 км на південний схід від Л'Акуїли.
Населення — 1530 осіб (2014).
Щорічний фестиваль відбувається 11 січня. Покровитель — San Leucio.

## Демографія
Населення за роками:

Станом на 1 січня 2023 року в муніципалітеті офіційно проживало 115 іноземців з 17 країн, серед них 78 громадян країн Євросоюзу та 11 громадян України.

## Сусідні муніципалітети
- Фаньяно-Альто
- Фонтеккьо
- Л'Аквіла
- Луколі
- Мальяно-де'-Марсі
- Масса-д'Альбе
- Окре
- Овіндолі
- Рокка-ді-Камбіо
- Сан-Деметріо-не'-Вестіні
- Сант'Еузаніо-Форконезе
- Сечинаро
- Тьоне-дельї-Абруцці
- Вілла-Сант'Анджело